# HMS Dido (37)
«Дідо» (37) (англ. HMS Dido (37) — військовий корабель, легкий крейсер типу «Дідо» Королівського військово-морського флоту Великої Британії за часів Другої світової війни.

## Історія створення
«Дідо» був закладений 26 жовтня 1937 року на верфі компанії Cammell Laird, Беркенгед. 30 вересня 1940 року увійшов до складу Королівських ВМС Великої Британії.